# Rallye Argentinien 1980
Die 2. Rallye Argentinien war der 6. Lauf zur Rallye-Weltmeisterschaft 1980. Sie fand vom 19. bis zum 24. Juli in der Region von San Miguel de Tucumán statt.

## Klassifikationen

### Endergebnis
| Rang | Fahrer               | Co-Pilot              | Auto                  | Zeit (Std./Min./Sek.) | Rückstand Sieger (Std./Min./Sek.) Rückstand V (Min./Sek.) |
| ---- | -------------------- | --------------------- | --------------------- | --------------------- | --------------------------------------------------------- |
| 1    | Walter Röhrl         | Christian Geistdörfer | Fiat 131 Abarth       | 12:48:36              | 0:00:00 00:00                                             |
| 2    | Hannu Mikkola        | Arne Hertz            | Mercedes-Benz 500 SLC | 13:04:35              | 0:15:59 15:59                                             |
| 3    | Carlos Reutemann     | Mirko Perissutti      | Fiat 131 Abarth       | 13:35:26              | 0:46:50 30:51                                             |
| 4    | Shekhar Mehta        | Yvonne Mehta          | Datsun 160J           | 13:57:49              | 1:09:13 22:23                                             |
| 5    | Jean-Claude Lefèbvre | Christian Delferier   | Peugeot 504 Coupé     | 14:33:31              | 1:44:55 34:42                                             |
| 6    | Domingo De Vitta     | Daniel Muzio          | Ford Escort RS 1600   | 15:00:25              | 2:11:49 26:54                                             |
| 7    | Francisco Alcuaz     | Daniel Griwieniec     | Peugeot 504 TN        | 15:13:03              | 2:24:27 12:38                                             |
| 8    | Nestor García Veiga  | Marcelo Tornqvist     | Peugeot 504 TN        | 15:38:04              | 2:49:28 25:01                                             |
| 9    | Federico West        | Gregorio Assadourian  | Ford Escort 1600      | 15:58:04              | 3:09:28 20:00                                             |
| 10   | Jorge Maggi          | Hector Valles         | Peugeot 504 TN        | 16:18:59              | 3:30:23 20:55                                             |

Insgesamt wurden 23 von 89 gemeldeten Fahrzeuge klassiert:

### Fahrer-Weltmeisterschaft
| Pos. | Fahrer          | Punkte |
| ---- | --------------- | ------ |
| 1    | Walter Röhrl    | 68     |
| 2    | Anders Kulläng  | 40     |
| 3    | Björn Waldegård | 35     |
| 4    | Shekhar Mehta   | 30     |
| 5    | Markku Alén     | 27     |

### Herstellerwertung
| Pos. | Team          | Punkte |
| ---- | ------------- | ------ |
| 1    | Fiat          | 69     |
| 2    | Ford          | 49     |
| 3    | Datsun        | 49     |
| 4    | Mercedes-Benz | 46     |
| 5    | Opel          | 38     |